# Tierz
Tierz es un municipio español de la provincia de Huesca situado en la comarca Hoya de Huesca, Aragón. Enlaza con la carretera N-240. Está situado a 6 km al este de Huesca en una extensa vega bajo los cerros de Estrecho Quinto y a orillas del río Flumen. El centro urbano lo constituye una gran plaza presidida por la iglesia.

## Geografía

### Localidades limítrofes
- Quicena
- Huesca
- Bellestar del Flumen

## Historia
El topónimo Tierz tiene origen romano, y proviene de "tertium milliarium", según algunos historiadores, intentando significar que existen unos tres mil pasos de distancia a Tierz, desde un lugar determinado (con mucha probabilidad, la Osca romana).
Por lo que respecta a la historia del lugar, probada queda la dependencia del vecino monasterio de Montearagón, pues consta ya una primera donación de Sancho Ramírez en 1093. El 16 de agosto de 1097, Pedro I de Aragón dio al monasterio de Santa Cruz de la Serós las casas que su tía Sancha había tenido en "Tierz" (Ubieto Arteta, Colección diplomática de Pedro I, n.º. 35, p. 259).
El 1 de octubre de 1134 Ramiro II de Aragón dio el lugar, con todos sus términos, al monasterio de Montearagón. Siglos después, el 18 de agosto de 1391, Juan I formalizó la venta del lugar con el mencionado monasterio.
Andando el tiempo, el Abad de Montearagón fue cediendo casas y tierras a los vecinos de Tierz, hasta que se produjo la total transferencia en 1544, decretada por el entonces Abad, don Juan de Urrea.
Queda constancia, también, de que en Tierz existía una residencia de canónigos del vecino monasterio, los cuales fundaron en la iglesia parroquial la cofradía de Minerva, con función cada mes, al igual que la del Corpus.
El lugar ha mantenido hasta hace pocos años, un censo de habitantes similar al del pasado siglo XIX (algo más de 250 habitantes). En el siglo XV contaba con 11 fuegos, 2 cristianos y 9 musulmanes. Madoz, en 1845, reseñó 50 casas, 40 vecinos y 247 almas.
Pero Tierz se anuncia próspero y prometedor en su crecimiento urbano. Nuevas y jóvenes familias ocupan la zona moderna, de viviendas unifamiliares adosadas, que no paran de construirse, entre el puente del río Flumen y el casco antiguo del pueblo.

## Administración y política
| Período   | Alcalde              | Partido |  |
| 1979-1983 | José Montori Calvo   | UCD     |  |
| 1983-1987 | José Montori Calvo   | AP      |  |
| 1987-1991 | José Montori Calvo   | AP      |  |
| 1991-1995 | José Montori Calvo   | PP      |  |
| 1995-1999 | José Montori Calvo   | PP      |  |
| 1999-2003 | José Montori Calvo   | PP      |  |
| 2003-2007 | Jesús Alfaro Santafé | PSOE    |  |
| 2007-2011 | Jesús Alfaro Santafé | PSOE    |  |
| 2011-2015 | Jesús Alfaro Santafé | PSOE    |  |
| 2015-2019 | Jesús Alfaro Santafé | PSOE    |  |
| 2019-2023 | Jesús Alfaro Santafé | PSOE    |  |
| 2023-     | Jesús Alfaro Santafé | PSOE    |  |

| Partido político    | Partido político                                   | 2003   | 2007   | 2011   | 2015   | 2019   | 2023   |
| Partido político    | Partido político                                   | Ediles | Ediles | Ediles | Ediles | Ediles | Ediles |
|                     | Partido de los Socialistas de Aragón (PSOE-Aragón) | 4      | 6      | 6      | 6      | 7      | 5      |
|                     | Partido Popular de Aragón (PP)                     | 1      | 1      | 1      | 1      | —      | 2      |
| Total de concejales | Total de concejales                                | 5      | 7      | 7      | 7      | 7      | 7      |

## Demografía
Tierz cuenta con una población de 825 habitantes (INE 2024).
| Gráfica de evolución demográfica de Tierz entre 1842 y 2021                                                         |
| |
| Población de derecho según los censos de población del INE Población de hecho según los censos de población del INE |

El municipio ha experimentado un fuerte crecimiento demográfico en los años recientes. Después de una lenta pérdida de población a partir de 1940, la tendencia se revirtió y, entre 2004 y 2006, el número de habitantes virtualmente se duplicó, gracias a la construcción de dos amplias urbanizaciones de viviendas unifamiliares.

## Monumentos

### Monumentos religiosos
- Iglesia parroquial dedicada a Ntra. Sra. de la Asunción
- Ermita de Ntra. Sra. de los Dolores

### Monumentos laicos
- Caseta Redonda
- Trincheras de la guerra civil española

## Deportes

### Instalaciones deportivas
- Circuito permanente de motocrós
- Pabellón multiusos
- Piscinas municipales
- Campo de vóley playa
- Pista de pádel

### Equipos y clubes
Actualmente Tierz no cuenta con ningún equipo o club federado en ninguna disciplina deportiva. En el pasado la localidad llegó a contar con equipo senior de fútbol 11 y en las décadas de los 90 y 2000 con equipo de fútbol sala, conocido como el Tierz-Bar Santafé, compitiendo en la liga municipal de fútbol sala de la localidad vecina de Huesca, llegándose a proclamar campeón de la Primera Categoría a finales de los 90. Jugadores destacados de este equipo campeón fueron José Antonio Vitales, César Abadía y Vicente Arguis, a los mandos del técnico Jesús María Fanlo, todos ellos vecinos de la localidad. 

### Deportistas destacados
- Alba Ramírez, campeona de España de Judo en el año 2022, en categoría cadete (< 52 kg)
- Javier Benedí, campeón de España de judo en el año 2022, en categoría infantil (<52 kg)

## Fiestas
- 23 de abril – Fiesta en honor a San Jorge con multitud de actos populares y la tradicional romería a la Ermita de Salas en Huesca.
- 28 de mayo – Fiesta de Santa Waldesca con misa en la Ermita de los Dolores de Tierz.
- 16 de agosto – Fiesta en honor a San Roque
- Primer fin de semana de octubre – Fiesta de la Cofradía con el tradicional releo de carne.
- Noche de Reyes – Cabalgata de Reyes con reparto de juguetes.